# Nagyudvar
Nagyudvar (1899-ig Nagy-Dovorány, szlovákul Veľké Dvorany) község Szlovákiában, a Nyitrai kerület Nagytapolcsányi járásában.

## Fekvése
Nagytapolcsánytól 10 km-re nyugatra, a Bojnianka-patak középső folyásánál fekszik.

## Története
A község területén már az újkőkorban emberi település volt, a leletek alapján a volútai kultúra embere élt ezen a helyen.
A mai falut 1156-ban Duor néven említik először. 1285-ben a Cabaji család birtoka volt. Később Dawar (1324), majd Dowaran (1390) néven szerepel az írott forrásokban. 1390-ben a nagytapolcsányi váruradalomhoz tartozott. 1687-től az Erdődyek ludányi uradalmának része volt. 1720-ban pincészet és 16 háztartás állt a településen. 1787-ben 40 házában 319 lakos élt. 1828-ban 42 háza és 293 lakosa volt. Lakói mezőgazdasággal és a 18. századig szőlőtermesztéssel, borászattal foglalkoztak. Különösen a cukorrépa termesztésnek vannak nagy hagyományai.
Vályi András szerint "Nagy Dovorán. Tót falu Nyitra Vármegyében, földes Urai Jezernitzky, és több Urak, lakosai katolikusok, fekszik Úrmintzhez közel, fája tűzre elég, de szőlő hegye soványas, legelője szoross, más javai ollyanok, mint Felső Ludánynak, második Osztálybéli."
Fényes Elek szerint "Kis- és Nagy-Dovorán, Nyitra m. két egymás mellett lévő tót falu, Bajna mellett: az első 211 kath., 23 zsidó; a második 285 kath., 8 zsidó lak., s termékeny szántóföldekkel. F. u. Jezerniczky, Mérey, Juszth, sat. Ut. p. N. Tapolcsán."
A trianoni békeszerződésig Nyitra vármegye Nagytapolcsányi járásához tartozott. 1921-ben lakói részt vettek a nagy mezőgazdasági sztrájkmozgalomban.

## Népessége
| Év:            | 1994. | 2004.    | 2014.   | 2024.   |
| -------------- | ----- | -------- | ------- | ------- |
| Emberek száma: | 631   | 697      | 718     | 748     |
| Eltérés:       |       | +10,45 % | +3,01 % | +4,17 % |

| Év:            | 2023. | 2024.   |
| -------------- | ----- | ------- |
| Emberek száma: | 742   | 748     |
| Eltérés:       |       | +0,80 % |

1910-ben 435, túlnyomórészt szlovák anyanyelvű lakosa volt.
2001-ben 685 lakosából 683 szlovák volt.
2011-ben 696 lakosából 687 szlovák volt.

## Neves személyek
- Itt született 1778-ban Adamkovics Mihály katolikus egyházi író, pozsonyi prépost, kanonok, rektor.

## Nevezetességei
- A Kisboldogasszony tiszteletére szentelt római katolikus temploma 1700-ban épült barokk stílusban. A templom gótikus-reneszánsz alapokon nyugszik.
- A temetőnek 18.–19. századi síremlékei is vannak.

## Külső hivatkozások
- Községinfó
- Nagyudvar Szlovákia térképén
- Nagyudvar címere
- Nagyudvar Szlovákia térképén Archiválva 2008. április 27-i dátummal a Wayback Machine-ben